# Cassia aubrevillei
Cassia aubrevillei — вид растений подсемейства Цезальпиниевые (Caesalpinioideae) семейства Бобовые.
Лесное дерево, растущее в тропической Западной Африке: Габон, Кот-д’Ивуар. Находится под угрозой исчезновения из-за обезлесения и неконтролируемой добычи древесины.
Проводились исследования коры дерева на обладание антифиляриатозными свойствами.
Вид назван в честь французского ботаника Андрэ Обревиля (1897—1982).